# Ptuj
Ptuj (tysk: Pettau; latin: Poetovio) er en by i det nordøstlige Slovenien med 17.880(2022) indbyggere. Den ligger i den historiske region Spodnja Štajerska (tysk: Untersteiermark).
Ptuj er kulturelt, administrativt, økonomisk og trafikalt centrum i området. Byen ligger på 232 meter over havets overflade. 
Arkæologiske spor viser, at byen var en romersk by under navnet Poetovio.